# Parnassia palustris
Parnassia palustris L., 1753 è una pianta erbacea della famiglia delle Celastracee comune nelle zone umide.

## Descrizione

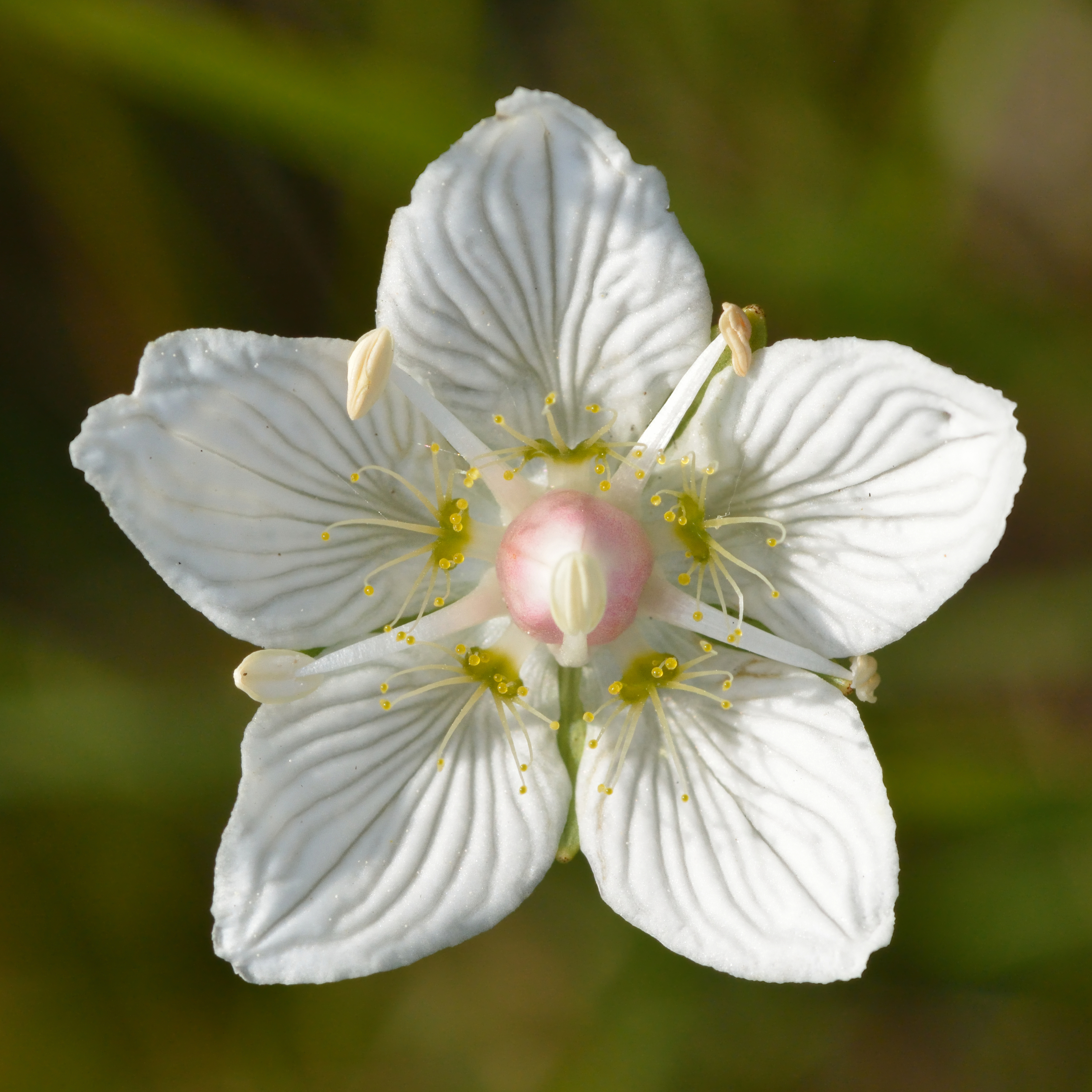
Fiore di Parnassia palustris

Parnassia palustris è un'erba perenne, che raggiunge un'altezza massima compresa tra 5 e 40 cm.
Le foglie, all'incirca cuoriformi, dotate di un lungo picciolo, sono raccolte in una rosetta basale, che spunta da un rizoma a volte ramificato. Il margine è intero; la lunghezza varia da 1 a 4 cm. A volte sulle foglie si riscontrano macchioline purpuree.
I fiori, isolati, regolari, di media grandezza (tipicamente 2–3 cm di diametro), hanno 5 petali liberi (corolla dialipetala), di colore bianco, con evidenti strie più scure. L'interno del fiore è ricco di stami sterili (staminodi), oltre a 5 stami fertili; il fiore è perfetto, nel senso che è dotato sia di stami che di pistillo. La fioritura avviene d'estate.
Il frutto è una capsula lunga circa 1 cm, che contiene numerosi semi.

## Distribuzione e habitat

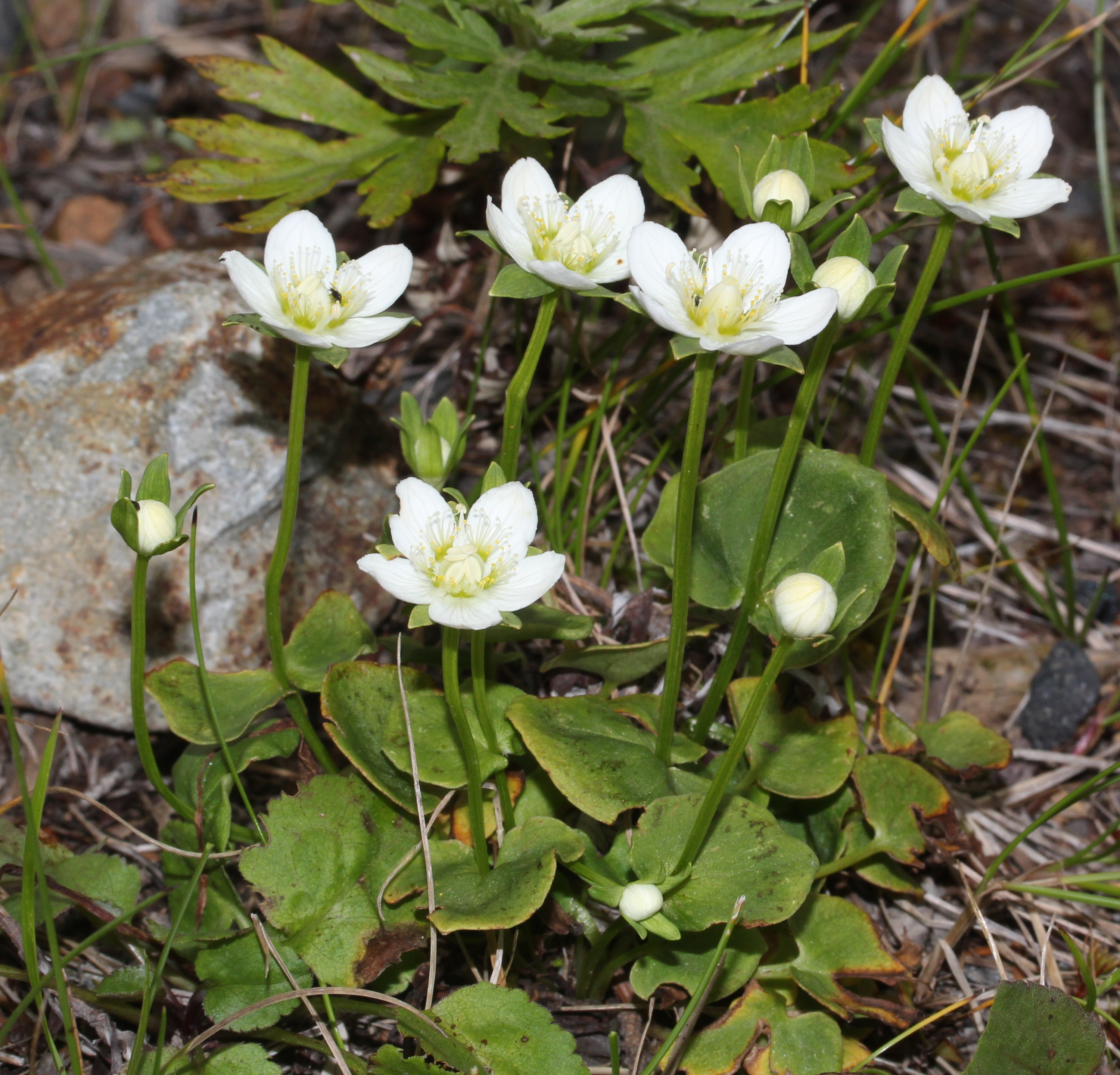
Parnassia palustris rinvenuta sul Monte Ontake, a Ōtaki (Nagano), Giappone

Parnassia palustris ha una tipica distribuzione circumboreale: è presente in quasi tutta Europa, in Asia e in Nordamerica.
In Italia è presente solo nelle regioni settentrionali e centrali, nonché in Campania. In montagna si spinge fino a circa 2000 m, ma sulle Alpi è stata segnalata anche a quote superiori (3000 m sul versante svizzero del Monte Rosa).
L'epiteto specifico palustris indica la propensione di questa specie per gli ambienti ricchi d'acqua - vere e proprie paludi ma anche prati umidi e sorgenti.

## Tassonomia
La classificazione tradizionale (Sistema Cronquist) assegna il genere Parnassia alle Sassifragacee
La moderna classificazione APG lo assegna alla famiglia Celastraceae, sottofamiglia Parnassioideae.
Vengono riconosciutele seguenti varietà:
- Parnassia palustris var. palustris
- Parnassia palustris var. izuinsularis H.Ohba
- Parnassia palustris var. yakusimensis (Masam.) H.Ohba